# Antonio García Cánovas
Antonio García Cánovas es pintor, escritor y director de teatro. Ganó el X premio Odisea de novela.

## Biografía
Nace en España, en la ciudad costera de Cartagena (Región de Murcia) el 2 de abril de 1946.
Educado en una familia de pocos recursos económicos, católica y conservadora, el padre, Adolfo García Navarro, era un funcionario del estado, que diseñaba buques con mucho trabajo y poco dinero y aficionado a la pintura; la madre, Isabel Cánovas Mora, cuidaba de la casa y la educación de los hijos.
A los diez años viaja con sus padres a Las Palmas de Gran Canaria. A los catorce años abandona las creencias religiosas, a los dieciséis, el sueño de ser arquitecto. Su padre decide que ha de ser ingeniero, él solo piensa en escribir y pintar. Se somete, sin embargo, a las órdenes del padre e inicia la carrera pero descubre el mundo del teatro, que le apasiona, y acaba dejando los estudios. Ha de trabajar y se inicia en la informática, que llegará a odiar, pero de la que vive a lo largo de veinticinco años casi estériles para el arte. Se casa y se traslada a Barcelona, a pesar de que sus inclinaciones y sus experiencias desde niño van por otros caminos, tiene dos hijos y soporta durante trece años los tormentos y sinsabores de un matrimonio para el que no estaba predestinado. Tras un traumático final, se libera de la atadura y, asumiendo por fin sus verdaderas inclinaciones y deseos, rompe con la profesión que le ha dado de comer hasta ese momento, regresa a Las Palmas de Gran Canaria y pinta sin descanso apoyado por su hermana menor Isabel y unos padres que empiezan a comprender los íntimos secretos de su alma.
Con 43 años presenta su primera exposición en el Real Club Náutico de Las Palmas, y a partir de este momento se suceden una tras otra, tanto locales como en diversas partes del mundo: New York, Miami, Las Vegas, Santiago de Cuba, Florencia, Barcelona, Tokio…
Desde las primeras pinceladas se propone elevar el arte de la acuarela a la categoría de arte mayor, como puede ser el óleo o el acrílico, y lo consigue, gracias a lo inusual de los temas como al intenso colorido más propio de estas últimas técnicas que de la primera. Profundo admirador de las culturas griega y renacentista, refleja en sus cuadros sobre todo la desnudez y el erotismo humano en todas las edades de la vida.
A pesar del apoyo familiar pasa por numerosas penurias hasta que logra la estabilidad gracias a que, ya con cincuenta años, es contratado como Director de Artes Escénicas en la localidad turística de Maspalomas, al sur de la Isla de Gran Canaria. Allí desarrolla una intensa labor teatral, dirigiendo e interpretando, dramas, comedias, espectáculos musicales, óperas, zarzuelas…
Autor de vocación temprana pero de tardía realización, no es hasta los cincuenta y ocho años que publica su primer libro de poemas, “Sonetos masculinos”, y a los sesenta y dos su primera novela, “Los frutos primeros”, que obtiene el premio Odisea de novela. Consciente del tiempo perdido y del poco que le queda se lanza a una febril actividad literaria, escribiendo en poco tiempo un libro de relatos, “Anales” y dos nuevas novelas, “Huerto cerrado”, segunda parte del libro premiado, y “El ragazzo de Velázquez”, todas ellas impregnadas de un fuerte y explícito erotismo pansexual.
En los últimos años se ha dedicado también al mundo del cine. Una primera experiencia fue Salomé de Oscar Wilde. Ha dirigido cortometrajes como "A imagen del hombre", "El mito de dios" o "Y los sueños, sueños son" En el 2015 ha dirigido el largometraje"Hamlet que nunca fue rey en Dinamarca".

## Exposiciones
- 1988.Chiquillos, Real Club Náutico de Las PalmasHijos de África

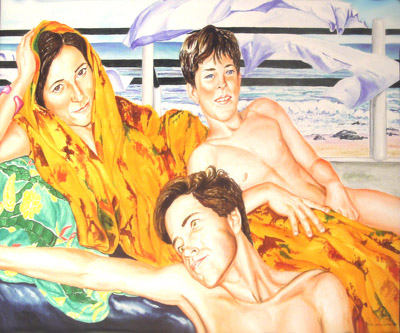
Hijos de África

- 1989.Sentidos, Sala Juan Ismael de Las Palmas
- 1991. Sin título, Galería Faro 2 de Maspalomas Gran Canaria
- 1992.Los mitos y los días sala Club Prensa Canaria de Las Palmas
- 1992. Sin título, Galería Gaudí de Maspalomas Gran Canaria
- 1993. Sin título, Montserrat Gallery de Nueva York EUA
- 1994.Después de las Vanguardias, Universidad de Verano de Maspalomas Gran Canaria
- 1994. Muestra internacional Members Only, Sala San Antonio Abad de Las Palmas
- 1995.Los mitos semitas, Sala Club de Prensa Canaria de Las Palmas
- 1998.Mitos y cuerpos, Festival del Caribe Sala Universal de Santiago de Cuba
- 1998. Inauguración esculturas Homenaje al agua, (El Tablero de Maspalomas)
- 1999. Art 21, en MGM GRAND Conference Center de Las Vegas USA
- 2000. Miami International Art Festival Miami USA
- 2001. 1.er Festival de Arte de Barcelona
- 2001. 8ºSalón Internacional de Artes Plásticas ACEA’S de Barcelona
- 2001. Ray Gallery Tokio, Japón
- 2001. III Biennale de l’Arte Contemporanea de Florencia, Italia
- 2002. Galería International Art Promotion de Tarrasa  (Barcelona)
- 2005. Policromos, Galería Casa Condal de Maspalomas  (Gran Canaria)
- 2007 Colectiva Pryde Maspalomas Galería Neptuno (Gran Canaria)
- 2015 Dibujos Galería Montecristo (Gran Canaria)

## Teatro (dirección)

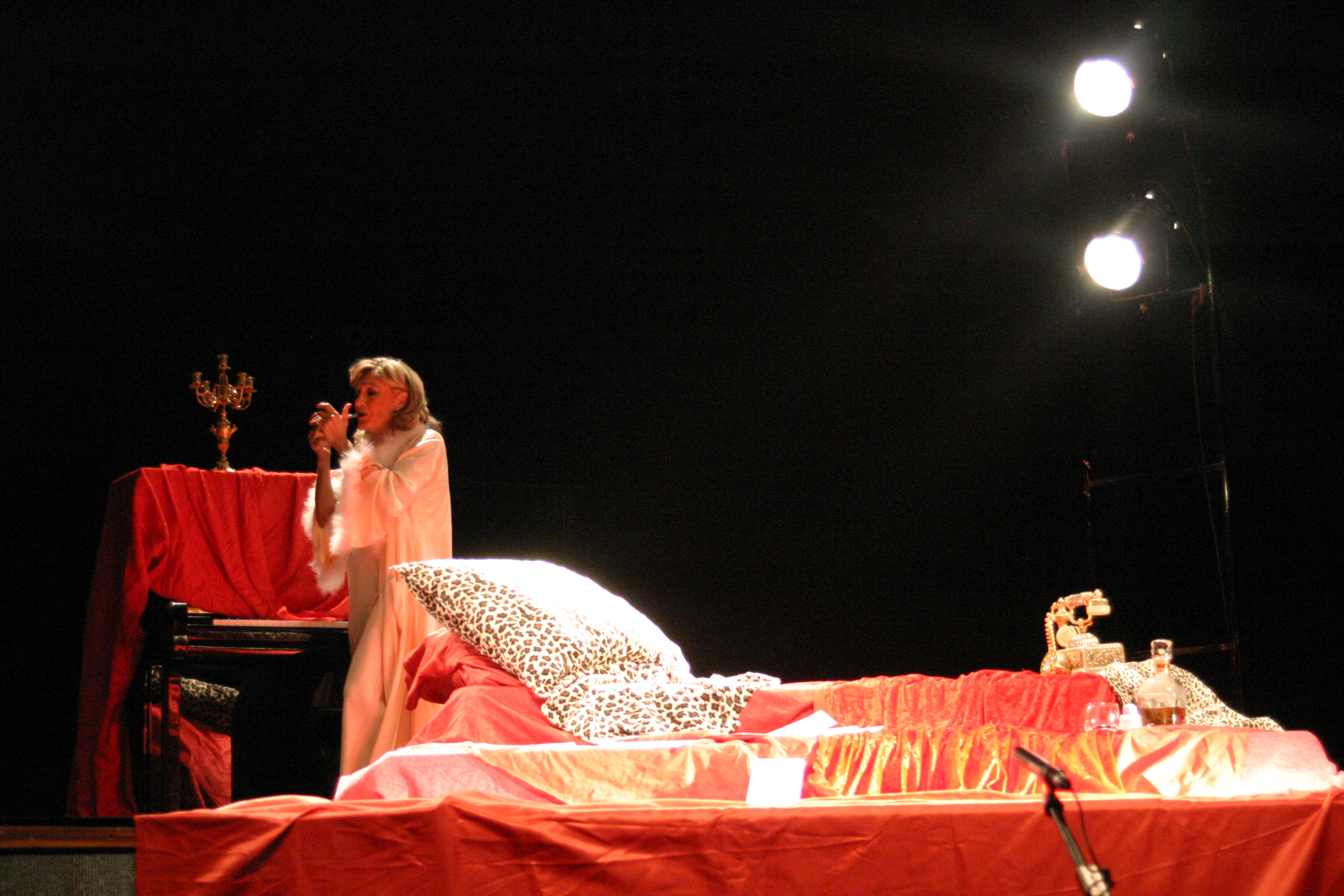
Escena de La voz al otro lado

- Los títeres de Cachiporra, de Federico García Lorca.
- El inspector, de Lauro Olmo.
- La casa de Bernarda Alba, de Federico García Lorca.
- Peter Pan, espectáculo para niños basado en la película de Disney
- Doña Rosita la soltera, de Federico García Lorca (Primera representación en España después de la muerte del poeta)
- Las tres perfectas casadas, de Alejandro Casona
- Auto de Navidad, de autores anónimos
- La flauta mágica, de Wolfgang Amadeus Mozart
- Federico, amor y muerte, drama musical sobre textos de Lorca.
- Nunca volveré a Manchester, versión de la comedia musical Hair.
- Los intereses creados, de Jacinto Benavente.
- Las salvajes en Puente San Gil, de Martín Recuerda.
- Estamos locos, o ké?, musical colectivo.
- Salomé, de Oscar Wilde.
- El canto del cisne, de Antón Chéjov.
- Trágico a la fuerza, de Antón Chéjov
- Noche de reyes, de William Shakespeare.
- Divinas palabras, de Ramón del Valle-Inclán.
- Don Juan Tenorio, de José Zorrilla.
- La estación, de Miguel Navarro.
- Noche de lobos, de Antonio García Cánovas.
- Una canción desesperada, de Pablo Neruda.
- Nuestro pueblo, de Thornton Wilder.
- Hipócritas, de Miguel Navarro.
- Recital poético sobre Federico García Lorca (Ciclo Poetas españoles).
- Recital poético sobre Antonio Machado (Ciclo poetas españoles).
- Recital poético sobre Gustavo Adolfo Bécquer (Ciclo Poetas españoles)
- El pelícano, de August Strindberg.
- Alma, basado en el Cantar de los Cantares.
- La voz al otro lado, basada en La voz humana, de Jean Cocteau.
- La flauta mágica, de Mozart (Nueva versión).
- Perfiles lorquianos, sobre los Sonetos del amor oscuro, de Federico García Lorca.
- Último tren hacia el olvido, sobre poemas de Miguel Hernández.
- Un tranvía llamado Deseo, de Tennessee Williams.
- Porgy and Bess de George Gershwin.
- Llámame Butterfly de Giaccomo Puccini
- Las palabras de Don Juan de Jose Zorrilla
- Hamlet de William Shakespeare
- Los intereses creados (nueva versión) de Jacinto Benavente
- Don Juan en Brooklin de Jose Zorrilla

## Teatro (interpretación)
- La mordaza, de Alfonso Sastre
- Doña Perfecta, de Benito Pérez Galdós
- La danza de la muerte, de August Strindberg
- El pelícano, de August Strindberg.
- La doncella es peligrosa, de Barillet y Gredy
- Federico, amor y muerte, (1.ª versión)
- Versos de tierra, (recital en Santiago de Cuba)
- El canto del cisne, de Antón Chéjov.
- La noche del gato negro, de Juan Carlos Guerra
- Noche de lobos, de Antonio García Cánovas
- La verbena de la paloma, de Tomás Bretón
- Amor de don Perlimplín con Belisa en su jardín, de García Lorca.
- Espectros, de Henrik Ibsen

## Cine (dirección)
- Salomé de Oscar Wilde, producida por Vidarte Maspalomas y Estudio 1, fotografiada por Pedro Artiles. (Estrenada en 1999 en el Encuentro de Cine de Maspalomas en el que recibe una Mención Especial).
- El mito de dios, la verdad del hombre (documental)
- A imagen del Hombre (cortometraje)
- Y los sueños, sueños son (cortometraje)
- Hamlet que nunca fue rey en Dinamarca (largometraje)
- La voz al otro lado (largometraje)
- Claudio el usurpador (largometraje)
- Muerte de la madre (largometraje)
- Horacio enamorado (largometraje)
- En tiempos oscuros-Brecht (largometraje)
- Nerón, el arte quebrantado (largometraje)
- Con un pie en el estribo (largometraje)

## Literatura
- Sonetos masculinos
- Los frutos prohibidos (X Premio Odisea de novela)
- Caminos opuestos
- El ragazzo de Velázquez
- Anales
- Trilogía de los poetas asesinados por Franco  (En pre edición)
- Ieshúa, una historia olvidada[1]